# Мария Санудо

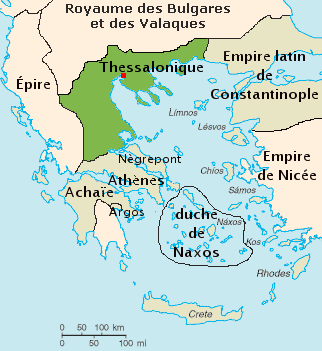
Герцогство Наксос и Негропонт

Мария Санудо (итал. Maria Sanudo; ок. 1365—1426) — правительница островов Андрос (1372—1383) и Парос (1389—1414), триарх Негропонта (1385—1426). Дочь герцогини Наксоса Фьоренцы (Флоренции) Санудо (ум. 1371) и её второго мужа Никколо II Санудо (ум. 1374), единоутробная сестра герцога Никколо III далле Карчери.

## Биография
В декабре 1371 года отец, который в то время был регентом при малолетнем герцоге, от его имени передал Марии в качестве фьефа остров Андрос — второй по величине в архипелаге. В 1372 году она также получила остров Антипарос и сеньорию Лихада в Эвбее.
В 1376 году помолвлена с Джорджо III Гизи, получены одобрение Венеции и согласие папы (они были троюродными братом и сестрой), но брак не состоялся.
В 1383 году её единоутробный брат Никколо III далле Карчери был убит и новым герцогом стал Франческо I Криспо. Он устроил брак своей дочери с Пьетро Цено, сыном венецианского бальи Негропонта, и в приданое отдал остров Андрос, отобрав его у Марии. Взамен она в 1389 году получила остров Парос при условии, что выйдет замуж за Гаспаре Соммарипа. Тот был малозначительным в политическом плане, и не представлял для Франческо I опасности в качестве претендента на утраченные владения.
Также Венеция в 1385 году передала Марии одну из двух тетрархий Негропонта, ранее принадлежавших Никколо III далле Карчери (другую получил Жанули д’Ано (Januli d’Anoe)). По утверждению Bury, John Bagnell. 'The Lombards and the Venetians in Euboia (1340—1470)', её тетрархия состояла из южной части северной тетрархии и северной части центральной тетрархии. Вдове Никколо III далле Карчери Петронелле Токко (ум. до 1411) она не позднее 1403 года под нажимом Венеции выплатила компенсацию за её вдовью часть в размере 6 тысяч дукатов.

## Семья
В браке с Гаспаре Соммарипа у неё были дети:
- Крузино I Соммарипа (ум. 1462), триарх Эвбеи, в 1440 г. по решению венецианского суда получил назад остров Андрос
- Фьоренца Соммарипа (ум. не ранее 1436), жена герцога Наксоса Джакопо I Криспо.

В 1414 году Мария Санудо передала сыну управление островом Парос.